# Huszcza (Ukraina)
Huszcza (ukr. Гу́ща) – wieś w rejonie kowelskim obwodu wołyńskiego, założona w 1510 r. W II Rzeczypospolitej miejscowość była siedzibą gminy wiejskiej Huszcza w powiecie lubomelskim województwa wołyńskiego. Wieś liczy 945 mieszkańców. Do II wojny światowej w pobliżu miejscowości znajdował się niewielki przysiółek Oleszkowiec.
Do 2020 w rejonie lubomelskim.